# Mainsondheim
Mainsondheim ist ein Ortsteil der Stadt Dettelbach im bayerischen Landkreis Kitzingen in Unterfranken. Bis zum freiwilligen Zusammenschluss mit Dettelbach am 1. Juli 1974 war Mainsondheim eine selbstständige Gemeinde. Jahrhundertelang bildete das Schloss und der es umgebende Gutshof den wirtschaftlichen Mittelpunkt des Dorfes. So hatten verschiedene Adelsgeschlechter die Herrschaft über Mainsondheim inne. Die Herrschaftswechsel führten im 16. Jahrhundert auch zu einem Konfessionswechsel der Einwohner.
Noch heute beherrscht das Schloss, das von den Herren von Mauchenheim genannt Bechtolsheim bewohnt wird, das Dorf, das der einzige rechtsmainische Gemeindeteil von Dettelbach ist. Die ehemalige Gutsherrschaft mit ihren großen Ackerflächen entlang des Maines wurde in den 1980er Jahren zu einem Golfplatz umgestaltet, der das Ortsbild bis heute nachhaltig prägt. Mit Dettelbach ist Mainsondheim seit Jahrhunderten über eine Mainfähre verbunden.

## Geografische Lage

### Geografie und naturräumliche Gliederung
Mainsondheim liegt im äußersten Süden des Dettelbacher Gemeindegebietes und ist der einzige linksmainische Gemeindeteil von Dettelbach. Der Norden wird von der Dettelbacher Kernstadt eingenommen, mit der Mainsondheim über die Mainfähre verbunden ist. Im Osten schließt sich die Gemarkung von Hörblach an, einem Ortsteil von Schwarzach am Main. Mit dem sogenannten Klosterforst ragt im Südosten das Stadtgebiet von Kitzingen heran. Albertshofen ist im Süden zu finden, während Mainstockheim, auf der gegenüberliegenden Mainseite, ganz im Südwesten an Mainsondheim angrenzt.
Nächstgelegene größere Städte sind Volkach mit einer Distanz von etwa neun Kilometern und Kitzingen, welches ungefähr sechs Kilometer entfernt ist. Die nächste Großstadt ist das etwa 17 Kilometer entfernte Würzburg.
Naturräumlich liegt Mainsondheim an der Grenze mehrerer Räume. So ermöglicht der offene Charakter des Maintals eine Zuordnung zum sogenannten Schwarzacher Becken, das von flachen Schwemmkegeln einiger kleiner Mainzuflüsse gebildet wurde. Dieser Naturraum ist Teil des Mittleren Maintales. Daneben haben insbesondere die südöstlichen Bereiche der Gemarkung Anteil am Albertshofener Flugsandgebiet, das von den großen Waldflächen des Kitzinger Klosterforstes dominiert wird und sich durch Flugsande kennzeichnet. Ganz im Süden beginnt das Kitzinger Maintal mit steileren Osthängen.
Das Dorf liegt in der Maingauklimazone, die zu den trockensten und wärmsten Deutschlands zählt. Geologisch überwiegen um Mainsondheim sandige Böden mit hohem Keuperanteil, die sich gut für den Obstanbau eignen. Hydrologisch ist das Dorf auf den Main ausgerichtet, der die Gemarkung im Norden, Osten und Westen begrenzt. Neben dem Fluss fließt lediglich noch der Wenzelbach von Hörblach kommend durch die östliche Gemarkung, ehe er in den Main mündet.

### Dorfgliederung

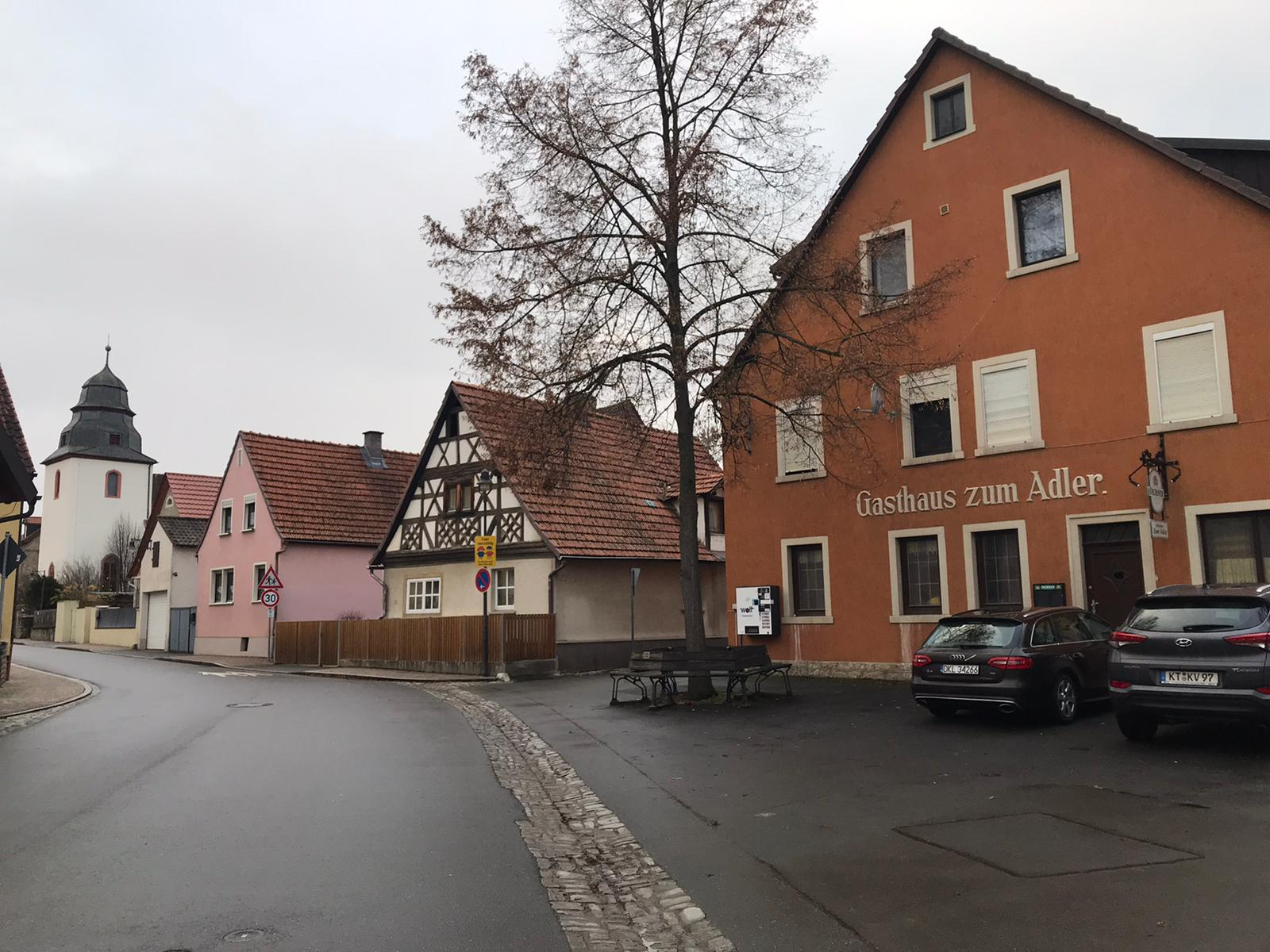
Die Albertshofener Straße im Ortskern

Die Gemarkung von Mainsondheim nimmt eine Fläche von 2,94 km² ein. Das Zentrum bildet das Haufendorf mit der Kirche und dem nördlich gelegenen Schloss. Die Ausrichtung zum Fluss wird durch das jahrhundertealte Fährrecht symbolisiert. Die Fähre verkehrt noch heute zwischen Mainsondheim und Dettelbach bei Flusskilometer 294. Seit 1880 liegt der Friedhof ganz im Südwesten der Gemarkung auf dem sogenannten Rosenberg. Im 20. Jahrhundert wurden um den Altort mehrere Neubaugebiete ausgewiesen, die vor allem von Ein- und Mehrfamilienhäusern dominiert werden. Sie reihen sich entlang der Albertshofener und der Hörblacher Straße im Süden bzw. Osten des Ortskerns auf. Im Osten ist die Staustufe Dettelbach über dem Main zu finden.
Die Baggerseen und Altwasser, die durch den Sandabbau entlang des Maines im 20. Jahrhundert entstanden, reihen sich nördlich des Schlosses auf. Der größte dieser Seen ist der Südliche Mainsondheimer See. Im Nordosten und Nordwesten der Gemarkung bestehen heute keine Ackerflächen mehr. Diese von Hochwasser bedrohten Areale sind zu einem großen Golfplatz umgewandelt, der weite Teile der Gemarkungsfläche einnimmt. Im Süden wird die Gemarkung von der Bundesautobahn 3 begrenzt. Die Mainbrücke Dettelbach beginnt auf Mainsondheimer Gemarkung.
Mainsondheims Lage am Main wird auch durch die Schutzgebiete unterstrichen, die sich In der Umgebung befinden. In die Gemarkung des Ortes ragt ein ausgedehntes Vogelschutzgebiet am Mainufer hinein, das sich bis nach Schweinfurt zieht. Der Main selbst bildet zwischen Grafenrheinfeld und Kitzingen das Fauna-Flora-Habitat Mainaue. Eine alte Linde südöstlich des Dorfes ist ein Naturdenkmal, ein alter Kastanienbaum wurde wahrscheinlich entfernt.

## Geschichte

### Vor- und Frühgeschichte
Nur wenige vor- und frühgeschichtliche Funde wurden in der Gemarkung von Mainsondheim gemacht. Wahrscheinlich war die Stelle am Fluss lange Zeit überhaupt nicht besiedelt. Die Anwesenheit von Menschen an diesem Mainabschnitt ist allerdings durch Ausgrabungen in den angrenzenden Fluren von Schwarzenau belegt, wo bereits seit der Mittelsteinzeit eine Siedlungskontinuität nachgewiesen werden kann. Lediglich ganz im Südosten der Gemarkung nahe der Autobahn entdeckte man auch in Schwarzenau Funde, die der Eisenzeit zugeordnet werden können.
Lange Zeit saßen im Umland von Mainsondheim keltische Stammesverbände, die ihre Tote in Grabhügeln bestatteten. Solche Grabhügel haben sich, bereits außerhalb des Mainsondheimer Gebiets, mit den sogenannten Hunnenhügeln im an die Gemarkung grenzenden Teil des Kitzinger Klosterforsts erhalten. Ab dem 6. Jahrhundert kam es zu Bevölkerungsüberlagerungen. Die Franken brachten das Christentum an den Main mit und etablierten erste Verwaltungsgrenzen, die sogenannten Gaue.
Die Historiographie des Hochstifts Würzburg verlegte die Ersterwähnung von Mainsondheim bereits in das 5. nachchristliche Jahrhundert. Damals, 479, soll Suno, der neunte Herrscher der Ostfranken seine Burg und seinen Hauptsitz in das nach ihm benannte „Suntheim am Main“ verlegt haben. Die bei Johannes Trithemius in seiner Frankengeschichte („de origine Francorum“) auftauchende Behauptung kann allerdings nicht belegt werden. Die Gründung mit der Endung -heim verweist stattdessen auf das 6. Jahrhundert.

### Mittelalter
Erstmals urkundlich erwähnt wurde Mainsondheim erst im Jahr 1113 und taucht damit erst sehr spät in den Quellen auf. Damals wurde „Maynsondheim“ der Klosterpfarrei Schwarzach zugeteilt und gehörte viele Jahrhunderte in den seelsorgerischen Einflussbereich des Benediktinerklosters Münsterschwarzach. Über einhundert Jahre später, 1220, tauchte erstmals ein eigenes Gotteshaus in Mainsondheim auf. Die kleine Kapelle in „Suntheim“ war dem Patronat der Herren von Scheinfeld unterstellt.
Ähnlich wie bei den benachbarten Dörfern waren die Menschen in Mainsondheim während des Mittelalters verschiedenen Herren unterstellt. 1283 tauchten die Zisterziensermönche von Ebrach als Inhaber des Wein- und Fruchtzehnts auf. Kirchlich verloren die Benediktiner von Münsterschwarzach im Laufe des Mittelalters an Einfluss. In einer Urkunde des Würzburger Fürstbischofs Johann III. von Grumbach vom 28. November 1465 wurde der Ort der Pfarrei Dettelbach zugeschlagen. Zuvor war das Dorf Prosselsheim zugehörig gewesen.
Zur gleichen Zeit gelang es den Herren von Thüngen ihren Einfluss über Mainsondheim weiter auszubauen. Die Adeligen saßen bereits im Schloss, das die Ortsmitte des Dorfes dominierte. Allerdings mussten sie das Dorf 1490 an die Herren von Crailsheim verkaufen, die ihren Hauptsitz in Altenschönbach im Steigerwaldvorland hatten und Mainsondheim vernachlässigten. Dennoch gehen die Kirche und das Schloss in ihren heutigen Erscheinungsformen im Kern auf das 15. Jahrhundert zurück.

### Frühe Neuzeit
Durch die Crailsheimer schlossen sich die Untertanen in Mainsondheim wohl bereits 1534 dem Protestantismus an. 1583 musste bereits eine neue Kirche errichtet werden, weil die alte zu klein und zu baufällig geworden war. Kurze Zeit besaß Mainsondheim wohl einen eigenen Pfarrer, allerdings übernahm 1555 bereits der Prädikant von Albertshofen die Seelsorge des Nachbarortes. Mainsondheim war dem Kitzinger Kapitel zugeordnet und damit eng in die lutherischen Strukturen Frankens eingebunden.
1592 kaufte der fürstbischöfliche Amtmann von Klingenberg, Hans Fuchs von Dornheim zu Wiesentheid, das Dorf und das Schloss. Obwohl der neue Dorfherr katholischen Glaubens war, blieb Mainsondheim noch bis 1612 dem lutherischen Prediger von Albertshofen zugeordnet. Erst unter Veit Hartmann Fuchs von Dornheim nahm man wieder den katholischen Glauben an. Obwohl sich Salomon Codomann als Dechant von Kitzingen über den Konfessionswechsel beim Markgrafen von Ansbach beschwerte, blieb der Ort katholisch.
Im Dreißigjährigen Krieg errichteten die Bewohner von Mainsondheim mehrere Wetterkreuze, die vom Bamberger Bischof mit Reliquien ausgestattet wurden. Damit wollten die Mainsondheimer ihre Treue zur neuen Konfession bekräftigen. Der Krieg wirkte sich indirekt auf das Dorf aus, wobei man insbesondere die wichtigsten Bauten vernachlässigte. Nach dem Krieg begann man auch in die Wallfahrtskirche Maria im Sand im nahen Dettelbach zu pilgern. Die Franziskaner aus Dettelbach versorgten zu dieser Zeit auch die Pfarrei Mainsondheim mit.
Das Schloss, das nach wie vor mit seiner Gutsherrschaft den Mittelpunkt des Dorfes bildete, wechselte im 18. Jahrhundert neuerlich den Besitzer. 1735 starb der Würzburger Dompropst Johann Philipp Fuchs von Dornheim. Als Erben stand die Familie von Mauchenheim genannt Bechtolsheim bereit. Die Adeligen übernahmen das Schloss und das Dorf und bewohnen noch heute die Schlossanlage.

### Neuzeit: In Bayern
Eine noch einschneidendere Veränderung erfuhren die Bewohner des Dorfes zu Beginn des 19. Jahrhunderts. Im Zuge der Neuordnung Europas durch die Kriege Napoleon Bonapartes wurden die kleinen Adelsherrschaften in Franken mediatisiert. 1803 gelangte Mainsondheim auf diesem Weg an das größere gewordene Kurpfalz-Bayern. Nach einer Zwischenzeit im Großherzogtum Würzburg wurde Mainsondheim 1814 endgültig bayerisch. Die Herren von Mauchenheim genannt Bechtolsheim bewahrten sich allerdings noch einige althergebrachte Rechte und richteten noch bis 1848 ein Patrimonialgericht, das für bürgerliche Streitigkeiten zuständig blieb.

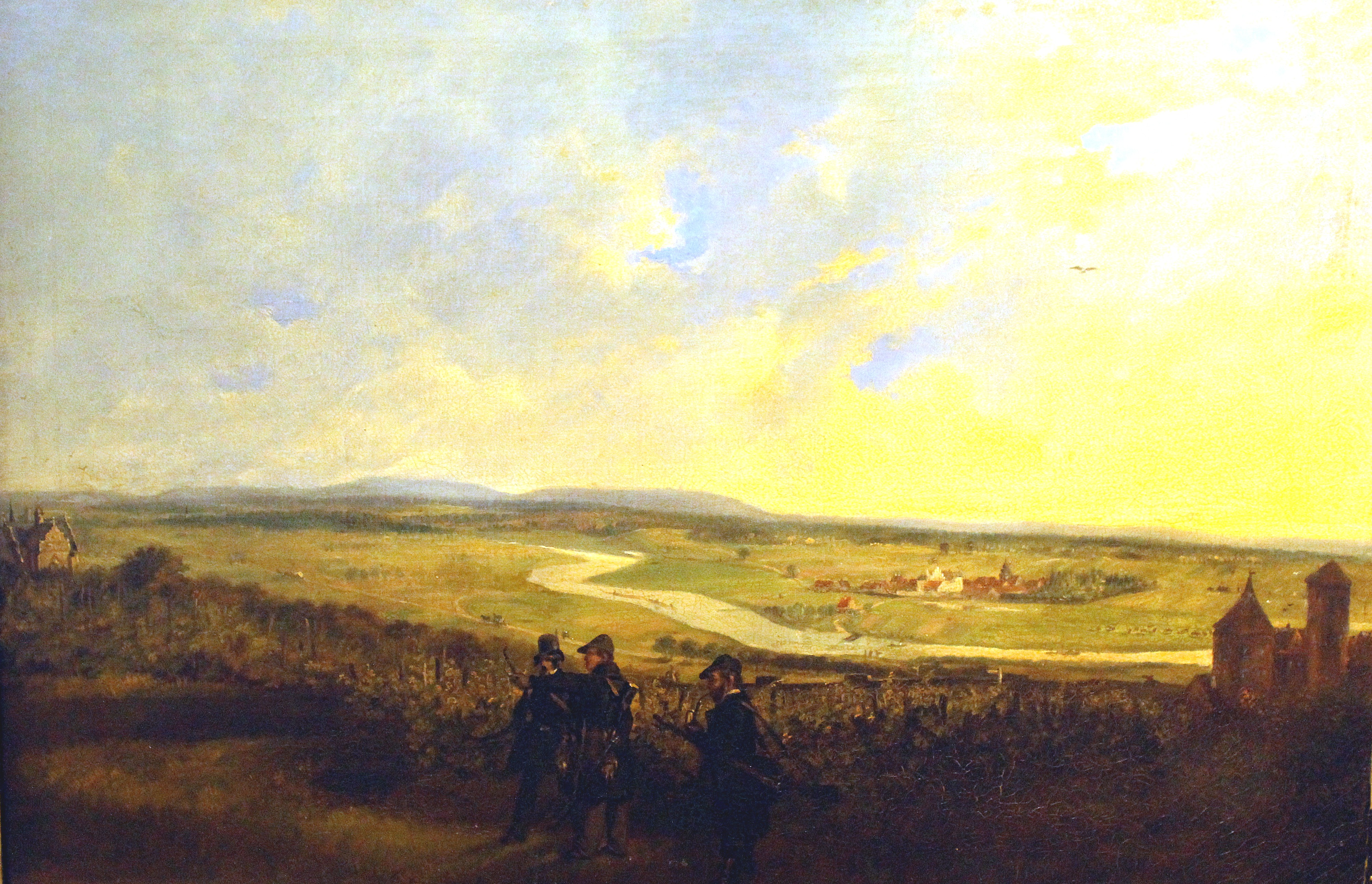
Das Maintal, Blick auf Mainsondheim, Ferdinand von Rayski

Erst am 30. September 1848 löste man das Patrimonialgericht auf und Mainsondheim wurde vollständig Teil des Landgerichts Dettelbach. Nach der Auflösung des Landgerichts gelangte Mainsondheim für kurze Zeit an das Bezirksamt Volkach, ehe ab 1872 Kitzingen zuständig wurde. Dennoch blieb die Gutsherrschaft des Schlosses der einzige Wirtschaftsfaktor im Ort. Die meisten Bewohner von Mainsondheim arbeiteten als Tagelöhner für das Gut. Daneben etablierte sich nun eine bürgerliche Verwaltung mit einem Bürgermeister an der Spitze.
Erst im Februar 1897 wurden die Gemarkungsgrenzen vor allem entlang des Mains festgelegt. 1901 erhielt das Dorf ein neues Schulhaus, das neben der Kirche entstand. Zu Beginn der nationalsozialistischen Herrschaft ernannte 1933 die Gemeinde den Reichspräsidenten von Hindenburg und den Reichskanzler Hitler zu Ehrenbürgern. Nach 1945 erreichten viele Flüchtlinge aus den ehemaligen deutschen Gebieten im Osten das Dorf, sodass 1948 neue Wohngebiete erschlossen wurden.
In den 1950er Jahren erhielt Mainsondheim Anschluss an die Fernwasserversorgung Franken. 1957 wurde eine eigene Kanalisation in Angriff genommen. Im Jahr 1960 verloren die beiden Dorfbrunnen deshalb ihre Bedeutung und wurden abgerissen. 1962 errichteten die Mainsondheimer eine eigene Kläranlage. Jahrhundertelang hatte der Ort enge Verbindungen mit dem benachbarten Albertshofen, ab den 1960er Jahren begann man sich jedoch zum größeren Dettelbach zu orientieren. 1968 existierten zeitweise sogar Pläne, einen Steg über den Main zu errichten. Am 1. Juli 1974 wurde Mainsondheim nach Dettelbach eingemeindet und verlor seine jahrhundertealte Selbstständigkeit.

### Ortsname
Der Ortsname von Mainsondheim verweist auf die geographischen Besonderheiten der Umgebung. Die ältere Literatur vermutete noch, dass ein gewisser Suno, ein fränkischer Adeliger, als Gründer der Siedlung anzusprechen ist. Er soll als neunter Herrscher der Ostfranken 479 seinen Hauptsitz ins spätere Dorf verlegt haben. Das Suffix -heim verweist dann auch auf eine fränkische Siedlung und kann wohl im 6. Jahrhundert vermutet werden. Allerdings gab das Präfix Sond- (von Süd) Hinweis auf die Lage zum nahen, fränkischen Königshof in Dettelbach, während das vorangestellte Substantiv Main auf die Nähe zum Fluss verweist und zur Unterscheidung zu ähnlichen Orten (vgl. Mönchsondheim) entstand.
Erst spät setzte sich die heutige Schreibform des Namens durch. Bei der Ersterwähnung wurde das Dorf noch „Suntheim“ genannt. Später tauchen die Schreibweisen „Maynsondheim“ oder „Mainsontheim“ auf. Die ursprüngliche Bezeichnung hat sich noch im umgangssprachlichen Namen „Suno“ erhalten. Die Orte der Umgebung belegen die Mainsondheimer mit einem Necknamen. Die Bezeichnung „Mäuse“ geht wahrscheinlich ebenfalls auf den Ortsnamen zurück.

### Verwaltung und Gerichte
| Die folgenden Verwaltungseinheiten waren der Gemeinde Mainsondheim übergeordnet. - bis 1862: Landgericht älterer Ordnung Dettelbach im Untermainkreis, ab 1837 Unterfranken - bis 1872: Bezirksamt Volkach in Unterfranken - bis 1972: Bezirksamt Kitzingen, ab 1939 Landkreis Kitzingen in Unterfranken - ab 1972: Ortsteil der Stadt Dettelbach, Landkreis Kitzingen, Unterfranken | Gerichtlich unterstand Mainsondheim folgenden Instanzen. - bis 1862: Landgericht älterer Ordnung Dettelbach - bis 1879: Landgericht Dettelbach im Landgerichtsbezirk Würzburg - bis 1943: Amtsgericht Dettelbach im Landgerichtsbezirk Würzburg - ab 1943: Amtsgericht Kitzingen im Landgerichtsbezirk Würzburg |

## Politik

### Vom Bürgermeister zur Mainsondheimer Liste
Obwohl Mainsondheim seit den 1970er Jahren ein Gemeindeteil der Stadt Dettelbach ist, hat sich der Ort eine gewisse politische Eigenständigkeit bewahrt. Diese Unabhängigkeit kommt vor allem mit der sogenannten Mainsondheimer Liste zum Ausdruck, die heute im Dettelbacher Stadtrat vertreten ist. Seit der Kommunalwahl 2020 hat die Liste zwei Fraktionsmitglieder, die die Interessen des einzigen rechtsmainischen Dettelbacher Ortsteils vertreten.
Vor der Gemeindegebietsreform stand dem Dorf ein Bürgermeister vor, dem ein Gemeinderat beistand. Die herausgehobene Stellung des Bürgermeisters wird deutlich, weil das Haus des jeweiligen Amtsträgers mit einer Tafel versehen wurde. Die Mainsondheimer Bürgermeister zeichneten sich durch lange Amtszeiten aus, seit Februar 1897 stand beispielsweise Valentin Gallena der Gemeinde bis weit in die 1920er Jahre vor.

### Einwohnerentwicklung
Die Einwohnerzahlen von Mainsondheim wurden zu Beginn des 19. Jahrhunderts erstmals statistisch erfasst. 1840 lebten noch um 270 Personen im Dorf. Allerdings stieg die Bevölkerung in den kommenden Jahrzehnten an, wobei mit 339 Einwohnern 1867 ein erster Höhepunkt erreicht wurde. Erst 1939 konnte diese Zahl wiederum erreicht werden. In Mainsondheim wies am im 19. und der ersten Hälfte des 20. Jahrhunderts keine Neubaugebiete aus, sodass die Veränderungen vor allem durch größere Familien zu erklären ist.
Nach dem Zweiten Weltkrieg erfuhr das Dorf den größten Zuwachs, weil mehr und mehr Vertriebene aus den ehemals deutschen Gebieten Mainsondheim ansteuerten. 1945 lebten in Mainsondheim, neben den 338 Bewohnern, auch 111 Evakuierte und 25 Ausländer. Obwohl die Zahl von 515 Bewohnern in der Folgezeit wieder sank, pendelte sich die Einwohnerzahl, auch durch die Ausweisung neuer Baugebiete, auf über 400 ein. Heute wird Mainsondheim von etwa 500 Menschen bewohnt.
| Jahr | Einwohner | Jahr | Einwohner | Jahr | Einwohner |
| ---- | --------- | ---- | --------- | ---- | --------- |
| 1840 | 273       | 1919 | 311       | 1950 | 471       |
| 1867 | 339       | 1933 | 339       | 1961 | 427       |
| 1880 | 298       | 1939 | 352       | 1970 | 476       |
| 1900 | 289       | 1946 | 515       | 1992 | 499       |

## Kultur und Sehenswürdigkeiten

### Baudenkmäler

#### Mariä Schmerzen

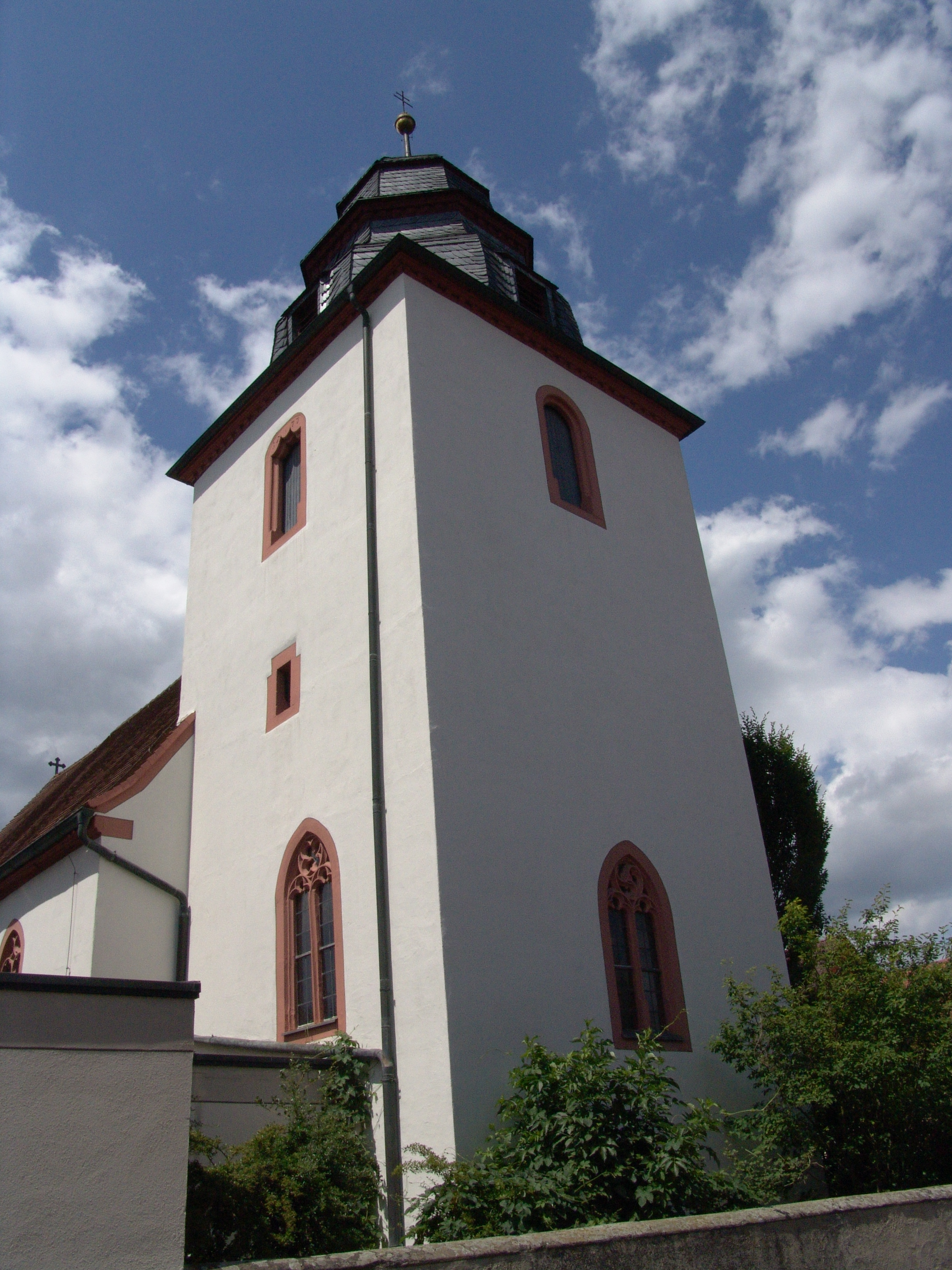
Die Mariä-Schmerzenskirche in Mainsondheim

Die katholische Pfarrkirche Mariä Schmerzen bildet das Zentrum des Mainsondheimer Altortes. Das heutige Gotteshaus besitzt mehrere Vorgängerbauten an nahezu gleicher Stelle, die von den wechselnden Dorfherrschaften über Mainsondheim gefördert wurden. Zeitweise wurde in den Räumlichkeiten im 16. Jahrhundert auch lutherischer Gottesdienst gefeiert. Erst um 1835 wurde Mainsondheim zu einer Kuratie mit eigenem Pfarrer erhoben, die zeitweise auch die katholischen Einwohner des benachbarten Albertshofen mitbetreuute.
Die kleine Chorturmkirche besitzt einen breiten Rechteckturm, der bereits auf das 15. Jahrhundert datiert und heute mit einer barocken Turmspitze abschließt. Das Chorgeschoss des Turmes schließt auch mit einem mittelalterlichen Kreuzgewölbe ab, das auf das hohe Alter verweist. Jünger ist das kleine Langhaus, das sich westlich an den Turm anschließt. Am nördlichen Langhaus befindet sich ein runder Treppenturm mit einer kleinen Haube, der ebenfalls das markante Äußere der Kirche prägt.
Das Innere der Kirche wird von den drei Altären im Chor und seitlich des Chorbogens geprägt. Sie entstanden zu ganz unterschiedlichen Zeiten. Die Altärblätter wurden vom Würzburger Maler Andreas Leimgrub 1861 geschaffen und gehen auf eine Stiftung der Gutsherren zurück. In der Kirche, insbesondere im Chor sind einige Epitaphe der Freiherren von Mauchenheim genannt Bechtolsheim aufgestellt. Eine Glocke stammt noch aus der ersten Hälfte des 18. Jahrhunderts. Noch älter sind die Kanzel und der Taufstein aus dem 16. Jahrhundert. Beide verweisen auf die Zeit, als die Maria-Schmerzen-Kirche lutherisch war.

#### Schloss Mainsondheim
Erstmals erwähnt wurde ein Adelssitz in Mainsondheim bereits mit dem Jahr 1320. Damals war das Anwesen den Fuchs von Dornheim zugehörig. Das heutige Schloss geht auf das 15. Jahrhundert zurück. In den folgenden Jahrhunderten gestaltete man den Bau immer wieder um, was auch auf die wechselnden Herren zurückzuführen ist. Das heutige Erscheinungsbild geht auf das 18. Jahrhundert zurück, als die Freiherren von Mauchenheim genannt Bechtolsheim in den Besitz des Anwesens gelangten.
Die Gebäude des Schlosses werden größtenteils der Spätgotik zugerechnet. Sie besitzen drei Geschosse und gruppieren sich um einen annähernd rechteckigen Innenhof. Der Nordbau stammt aus späterer Zeit und wurde mit einem Treppengiebel ausgestattet. Ein zentrales Hauptportal leitet zum Innenhof über. Der Südwesten der Anlage wird von einem Rundturm gegliedert. An den Ecken des Ostflügels wurden zwei halbrunde Türme angebaut. Die Anlage ist nach wie vor von der Familie Mauchenheim genannt Bechtolsheim bewohnt und nicht öffentlich zugänglich.

#### Privathäuser und Höfe
Mehrere historische Wohnhäuser haben sich in Mainsondheim erhalten. Ältestes dieser Bauten ist der Kleinbauernhof in der Albertshofener Straße 4. Das Haus präsentiert sich als eingeschossiger Satteldachbau mit Fachwerkgiebel und entstammt der Wende vom 17. zum 18. Jahrhundert. Jünger ist das ehemalige Forsthaus in der Albertshofener Straße 9. Es besitzt das typische Mansarddach und die geohrten Fensterrahmungen des 18. Jahrhunderts. Auf 1793 datiert dagegen die Hofanlage in der Hinteren Kirchgasse 14a. Scheune und Wohngebäude sind eingeschossige Satteldachbauten.
Besondere Bedeutung für die Ortsgeschichte besitzen zwei Baulichkeiten, die beide eng mit der Gutsherrschaft der Herren von Mauchenheim genannt Bechtolsheim verbunden sind. Es handelt sich um den Gutshof, die ehemalige Schäferei, in der Hinteren Kirchgasse. Die meisten Gebäude dieser Baugruppe präsentieren sich mit unverputztem Bruchsteinmauerwerk. Eine Rarität stellt das ehemalige Fährhaus ganz im Norden des Ortes dar. In diesem zweigeschossigen Halbwalmdachbau mit sichtbarem Mauerwerk lebten die Fährer. Ein Eisbrecher verweist auf die Nähe zum Main.

#### Bildstöcke und Kleindenkmäler
Als katholisches, fränkisches Dorf bestehen in und um Mainsondheim mehrere Bildstöcke und Kleindenkmäler, die als Zeichen der Volksfrömmigkeit und zur Andacht häufig auf private Stiftungen zurückgehen. Der Bestand dieser Denkmäler ist bedroht, weil durch Beschädigungen viele Objekte zerstört werden. Die ältesten Bildstöcke stammen aus dem 18. Jahrhundert. Außerdem wurde ein Steinrelief mit der Darstellung der Kreuzigung, das wohl auch von einem Bildstock stammt, in das Haus Hintere Kirchgasse 14a eingelassen.
Aus dem Jahr 1725 hat sich ein Bildstock am sogenannten Steinweg erhalten. Er weist in seinem Aufsatz die Darstellung der Golgatha-Szene auf. Jünger, von 1763, ist die Martersäule an der Straße nach Großlangheim. Sie wurde mit einer Pietà und der Darstellung des heiligen Wendelin ausgestattet. In den 1960er Jahren zerstört, erneuerte man diesen Bildstock. Zwei weitere Bildstöcke an der Schlossmauer sind wahrscheinlich aus dem 19. Jahrhundert. Sie besitzen Darstellungen der Pietà, der 14 Nothelfer und des kreuztragenden Christus.

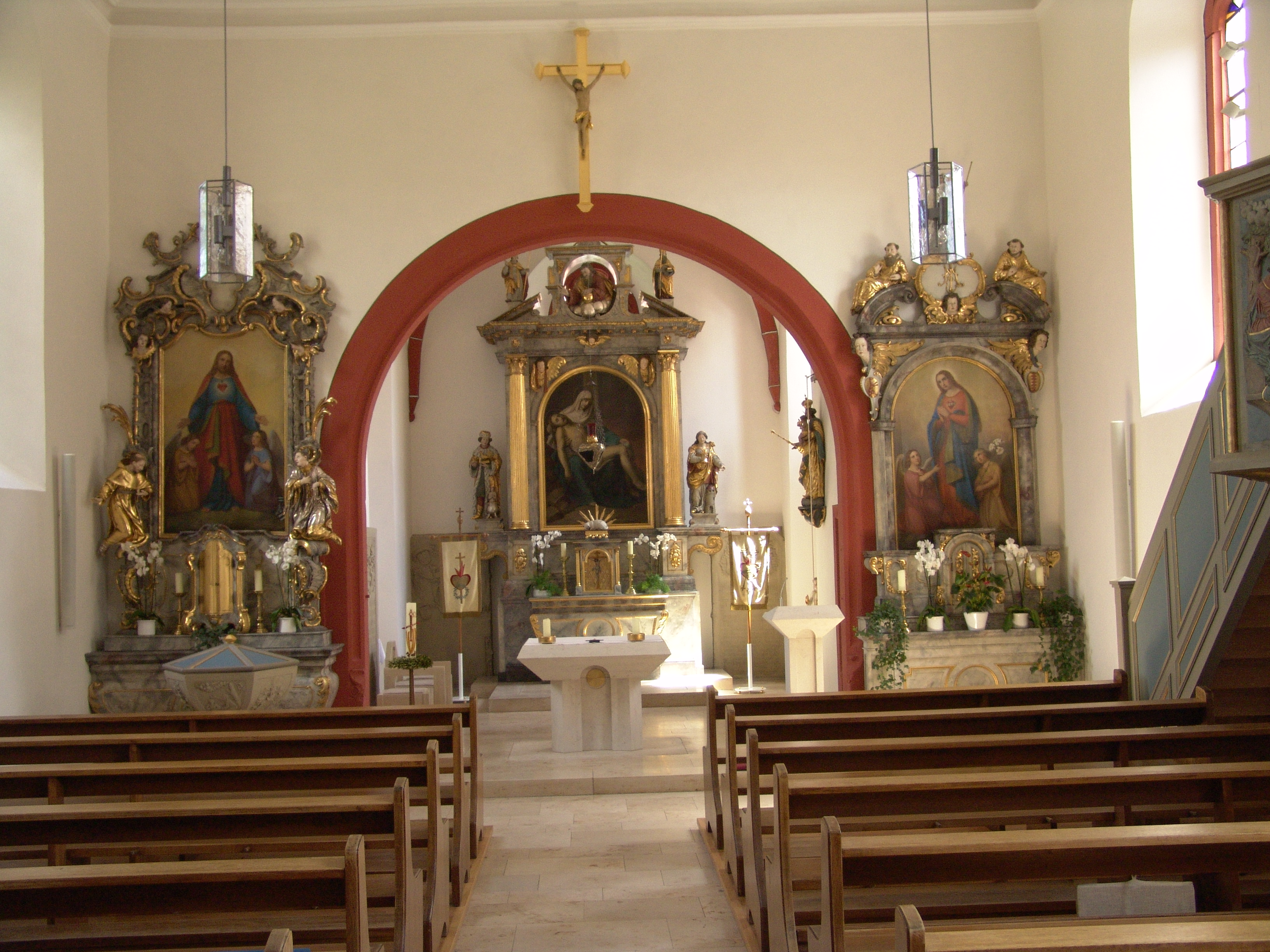
Ausstattung der Mainsondheimer Kirche
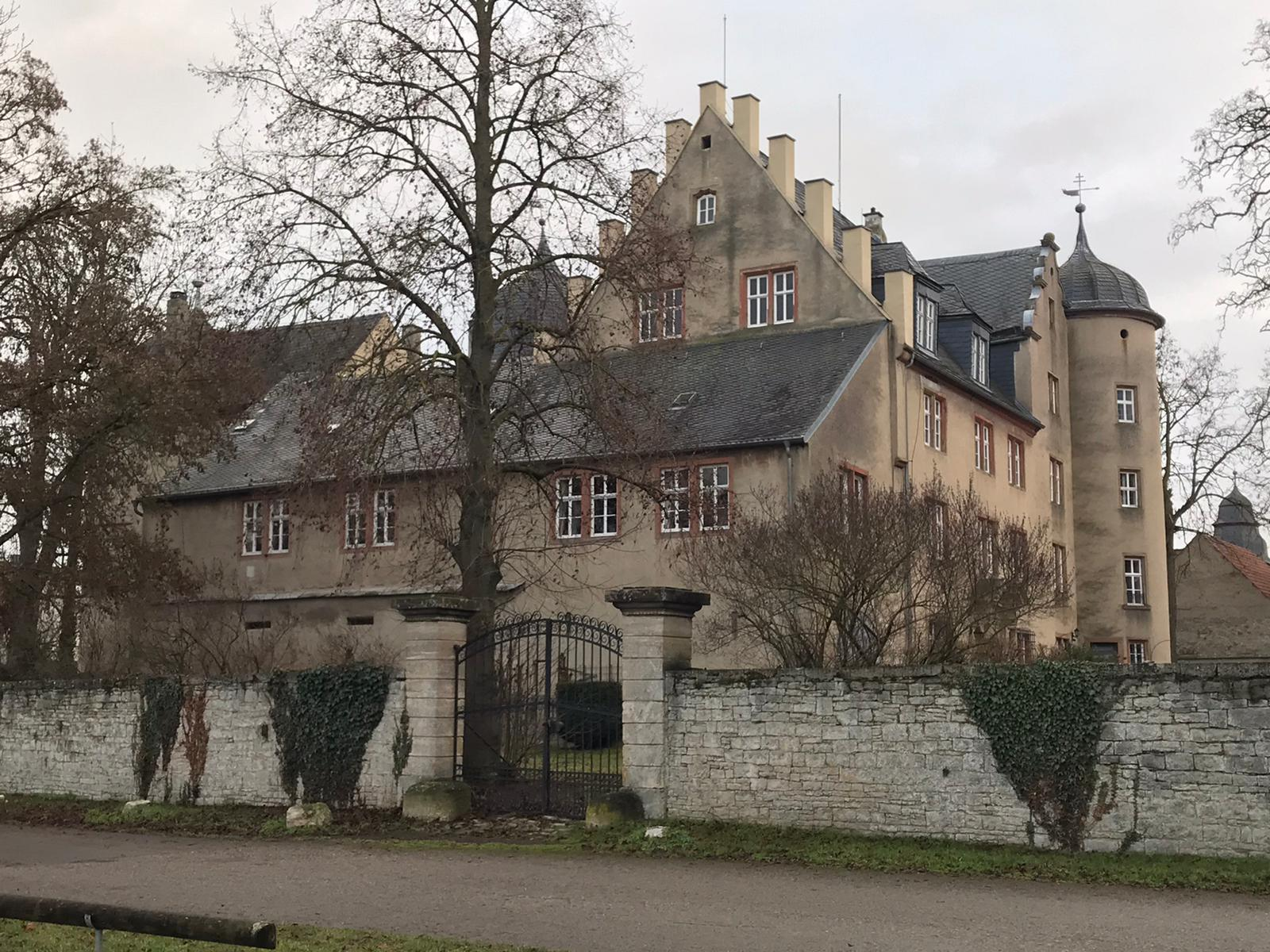
Schloss Mainsondheim
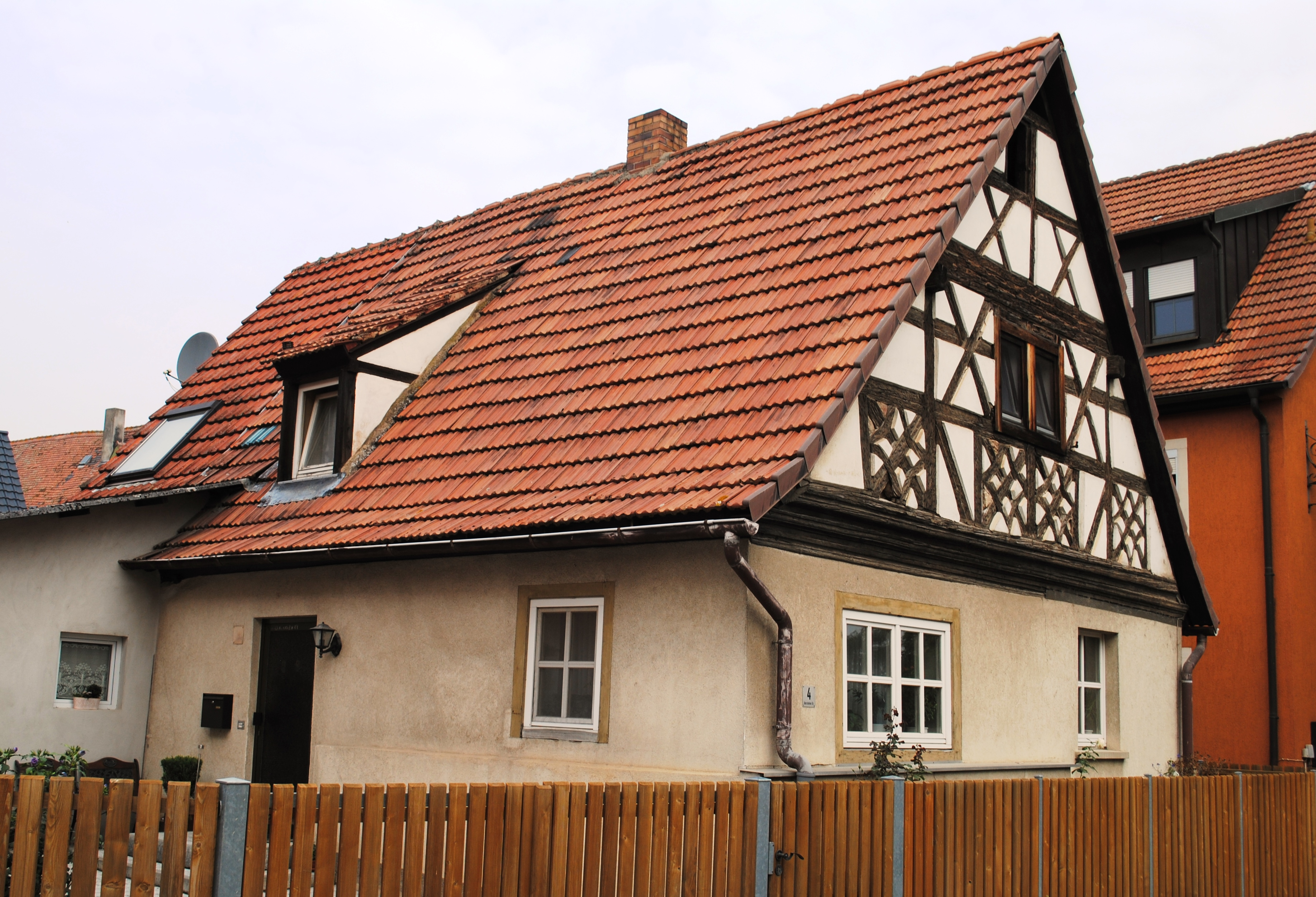
Kleinbauernhaus in der Albertshofener Straße
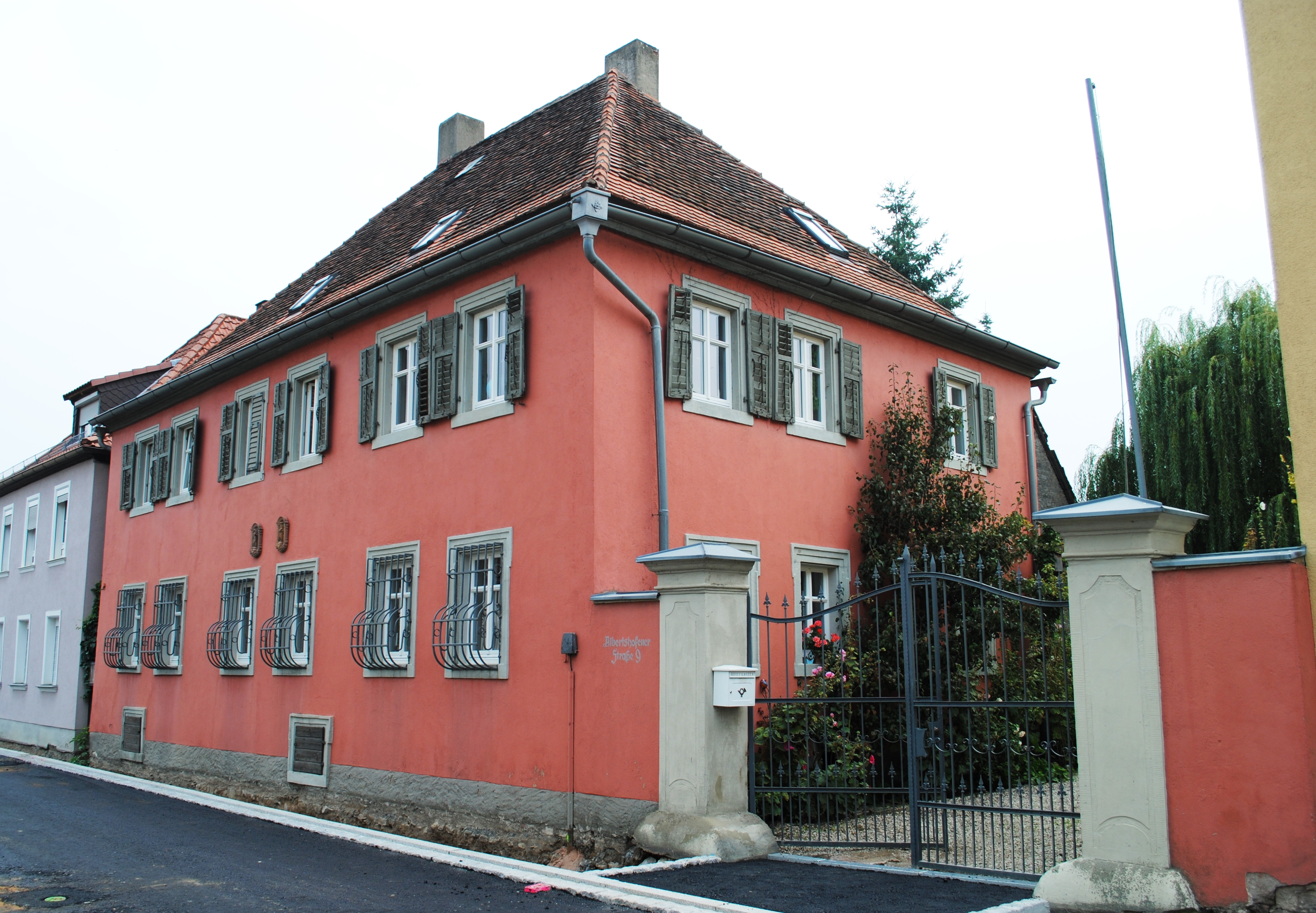
Ehemaliges Forsthaus im Ortskern
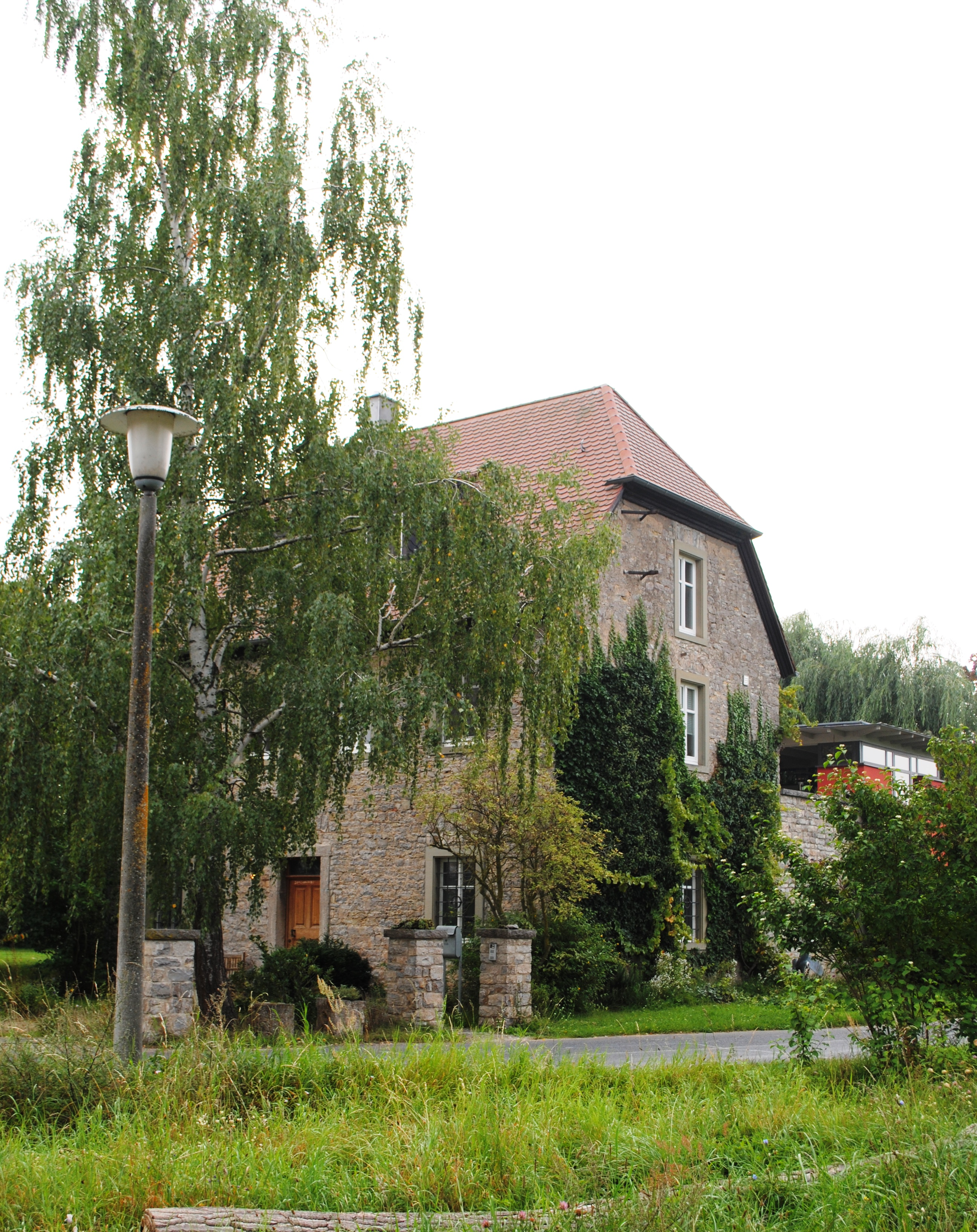
Ehemaliges Fährhaus am Main
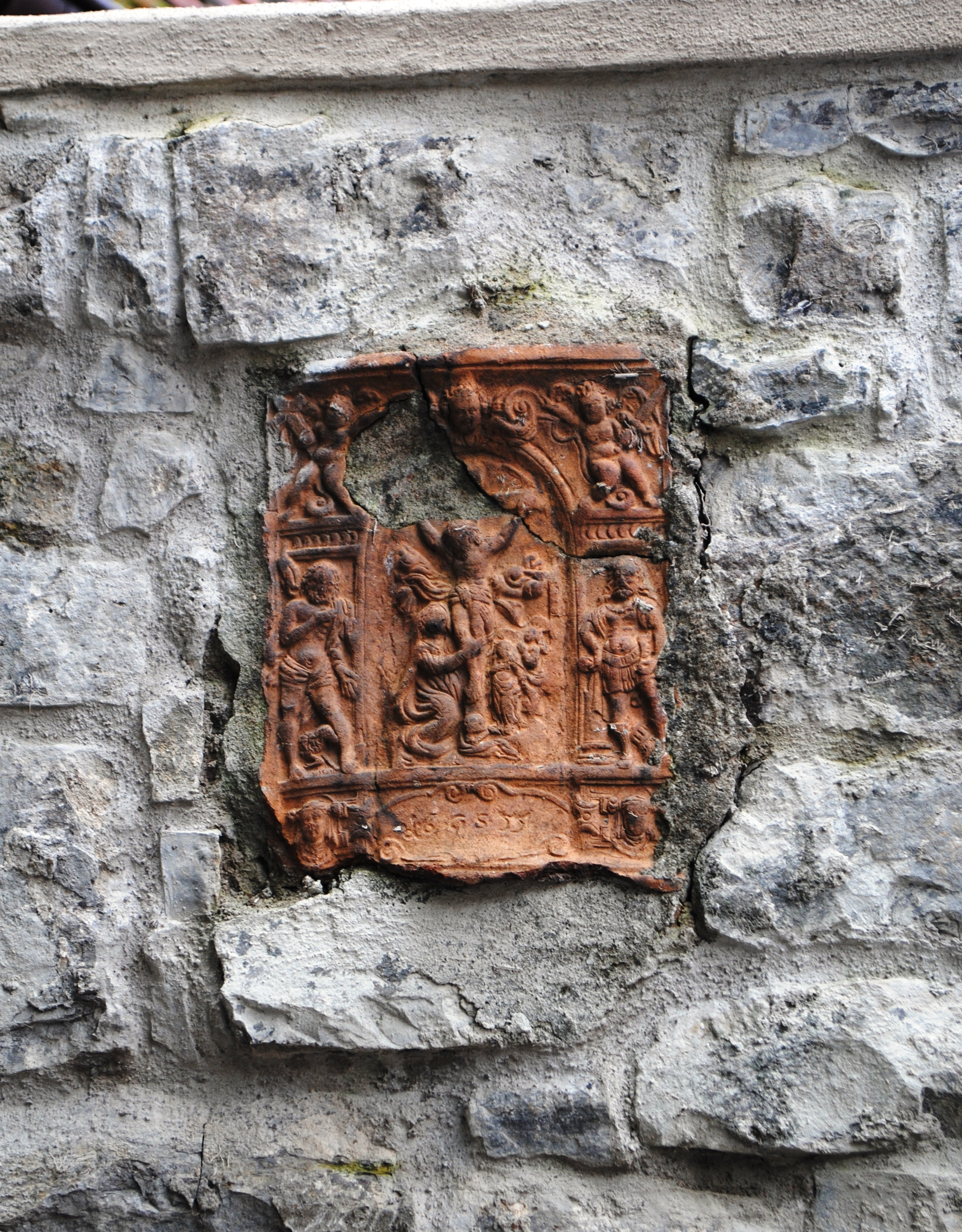
Steinrelief in der Hinteren Kirchgasse
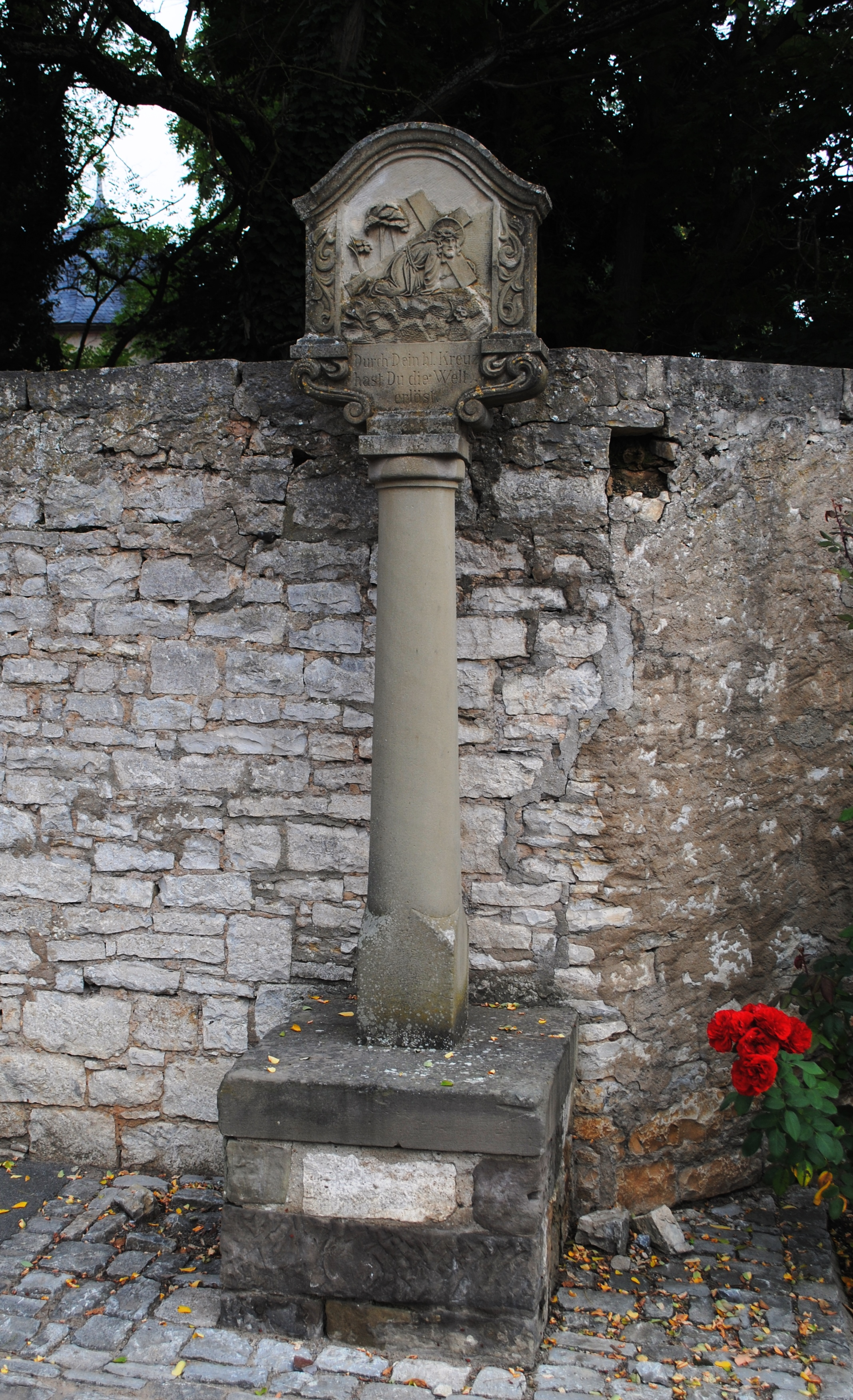
Kreuzschlepperbildstock am Schloss

### Schäferei
Die Schäferei der Dorfherrschaft bildete jahrhundertelang den wirtschaftlichen Mittelpunkt des Dorfes. Erstmals urkundlich erwähnt wurde der Schafhof im Jahr 1591. In diesem Jahr ging die Herrschaft von Crailsheim an die Fuchs von Dornheim und die Schäferei bildete das Herzstück des Kaufvertrages. Die Schäferei brachte der Herrschaft damals 1200 Gulden jährlich ein, was ein bedeutender Betrag war. Der Schafhof wurde in die Hände eines erfahrenen Pastor (= Schäfer) gegeben. Ein solcher wurde namentlich erstmals 1616 erwähnt.
Obwohl die Schäferei bereits in dieser frühen Epoche eng an die Herrschaft angelegt war, handelte es sich um eine eigenständige Institution im Dorf. Erst im Jahr 1859 wandelte man die Schäferei offiziell zu einem Teil des Gutshofes um. Seit den 1820er Jahren wurde die Schäferei von Mitgliedern der Familie Michel betrieben. Sie standen bis 1955 und damit bis zur Auflösung der Schäferei, dem gutseigenen Betrieb vor. Letzter Schäfer war Georg Michel, der für sein Wirken als Schäfermeister 1953 mit dem Bundesverdienstkreuz am Bande geehrt wurde.

## Wirtschaft und Infrastruktur

### Wirtschaft
Die Gemarkung von Mainsondheim wird immer noch von großen Grünflächen dominiert. Nach wie vor besitzt die ehemalige Gutsherrschaft, die Familie von Mauchenheim gen. Bechtolsheim den größten Anteil an der Fläche. Dadurch ist die Umwandlung im Nordosten bzw. Nordwesten gelegener Areale in einen Golfplatz 1986 zu erklären. Der Golfclub stellt einen 18-Loch-Platz und eine Driving Range zur Verfügung. Er bildet heute den bedeutendsten wirtschaftlichen Faktor für das Dorf.

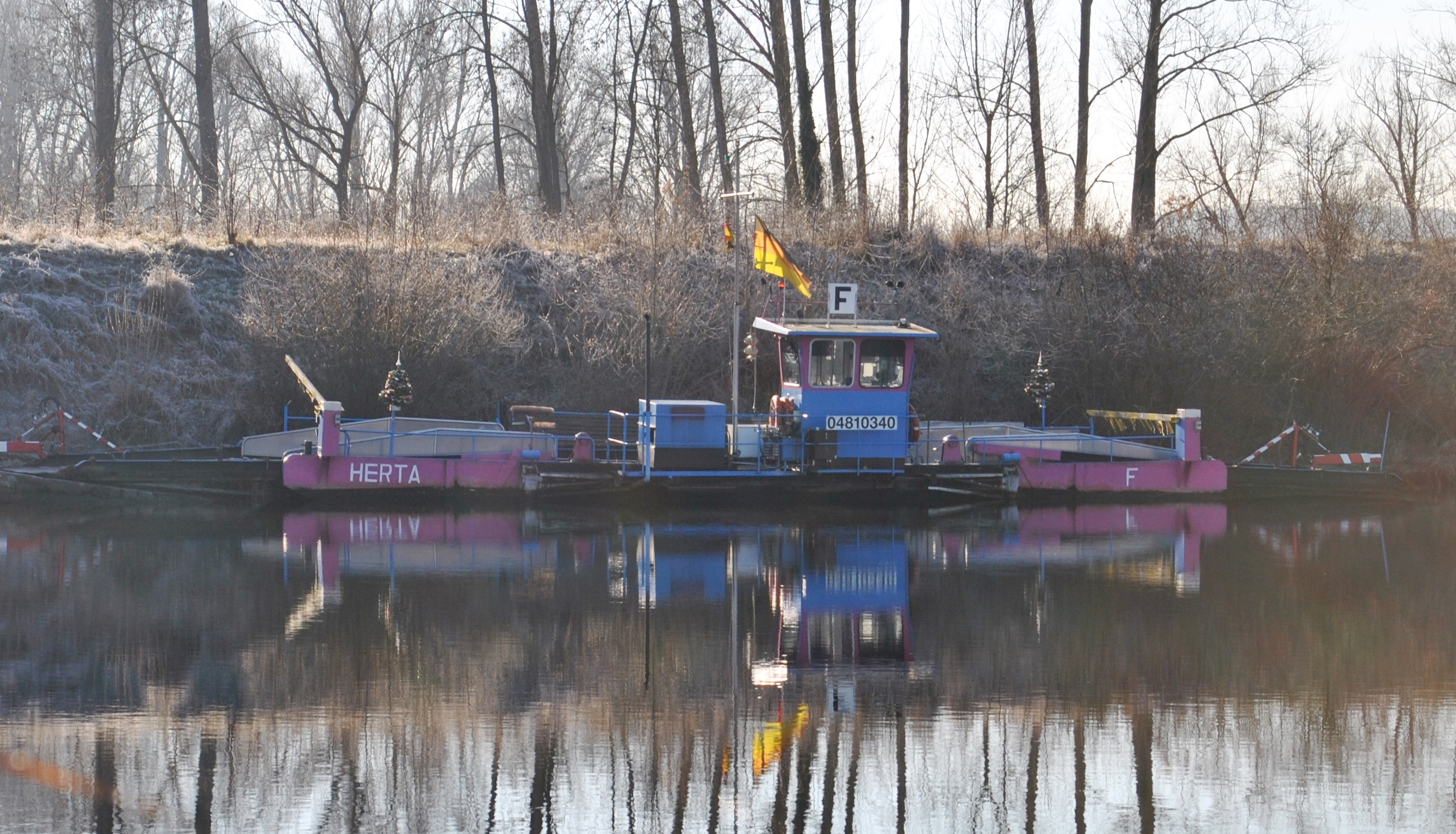
Die Mainfähre Mainsondheim

### Verkehr
Als einziger rechtsmainischer Gemeindeteil von Dettelbach orientiert sich Mainsondheim heute verkehrstechnisch eher in Richtung der Kreisstadt Kitzingen. Die Verbindung nach Dettelbach über den Main ist dennoch historisch, denn hier besteht seit langer Zeit eine Fähre. Erstmals urkundlich erwähnte wurde die Fährverbindung im Jahr 1555. Das Fährrecht war jahrhundertelang mit der Gutsherrschaft in Mainsondheim verbunden und wurde erst 1958 der Gemeinde Mainsondheim zugesprochen. Heute dient die Motorfähre vor allem dem Tourismus, bildet aber nach wie vor die kürzeste Verkehrsverbindung nach Dettelbach. → siehe auch: Mainfähre Mainsondheim
Auf dem Landweg ist Mainsondheim heute lediglich über zwei Gemeindestraßen erreichbar, die beide lediglich der Erschließung des Ortes dienen und hier enden. Die Hörblacher Straße führt ortsauswärts in Richtung Schwarzach am Main und mündet in der Staatsstraße 2271 im Kitzinger Klosterforst. Die Albertshofener Straße führt nach Süden in das Nachbardorf. Beide Straßen überbrücken die Bundesautobahn 3 (Europastraße 45), die im Süden der Mainsondheimer Gemarkung verläuft. Die Mainbrücke Dettelbach, die ganz im Südwesten des Mainsondheimer Gebietes endet, dient nur der Autobahn und hat keinen verkehrstechnischen Nutzen für Mainsondheim. → siehe auch: Mainbrücke Dettelbach

### Bildung
| Name             | Amtszeit  |
| Josef Scheuplein | 1870–1904 |
| Franz Scheuplein | 1904–1930 |
| Karl Lorenz      | 1932–1967 |

Die Geschichte einer Schule in Mainsondheim beginnt erst im 18. Jahrhundert. Im Jahr 1710 tauchte erstmals ein Schullehrer in den Quellen auf. Die Schule war immer der Kirche bzw. dem Pfarrer zugeordnet und so entstand auch das Schulhaus in der Nähe der Maria-Schmerz-Kirche. Die Lehrer bewohnten ab dem 19. Jahrhundert das Mesnerhaus. Ab dem Beginn des 20. Jahrhunderts begann die Gemeinde über den Bau eines neuen Schulhauses nachzudenken. Im Jahr 1905 wurde der zweigeschossige Bau neben der Kirche fertiggestellt. 1967 entstand ein neues Schulhaus am Ortsrand, das allerdings nur kurz für den Unterricht diente.
Heute ist Mainsondheim als einziger Gemeindeteil von Dettelbach nicht der Grundschule im Hauptort zugeordnet, sondern gehört zum Sprengel der Albert-Schweitzer-Grundschule im nahen Albertshofen, der nur von den beiden Nachbarorten gebildet wird. Die Mainsondheimer Kinder besuchen die Mittelschule in Buchbrunn auf der linken Mainseite, die Teil des Schulverbundes Kitzingen-Buchbrunn ist. Weiterführende Schulen können mit der Mädchenrealschule in Volkach und mit der Realschule in Dettelbach besucht werden. Gymnasien gibt es in Münsterschwarzach (Egbert-Gymnasium), Volkach-Gaibach (Franken-Landschulheim Schloss Gaibach), Wiesentheid (Steigerwald-Landschulheim) und Kitzingen (Armin-Knab-Gymnasium).

### Vereine und Verbände
Trotz der geringen Größe des Ortes bestehen viele Vereine in Mainsondheim. Als ältester Zusammenschluss kann die Freiwillige Feuerwehr gelten, die am 1. März 1876 gegründet wurde. Das Feuerwehrhaus ist heute in der Frühlingstraße 13a am Rande des Ortskerns untergebracht. Die Feuerwehr besitzt ein Tragkraftspritzenfahrzeug (TSF). Amtierender Kommandant ist Matthias Niedner. Zur Freiwilligen Feuerwehr gründete sich ein Feuerwehrverein, der die Arbeit der Nothelfer unterstützt.
Auf 1899 geht der heutige St.-Johannes-Zweigverein zurück, der den örtlichen Kindergarten betreibt. Zunächst betreuten zwischen 1910 und 1972 Schulschwestern aus Würzburg die Mainsondheimer Kleinkinder. Seit September 1972 übernahm der Verein als Nachfolger der Schwestern die Betreuung. Heute ist er Teil der Caritas. Besondere Bedeutung für das öffentliche Leben hat auch die Mainsondheimer Liste, die seit 1990 als Wählervereinigung an kommunalen Wahlen teilnimmt.
Daneben besteht mit dem Sport-Club Mainsondheim ein kleiner Sportverein im Ort. Er wurde 1947 gegründet. Das Hauptaugenmerk der Verantwortlichen liegt auf dem Fußball, allerdings bestehen auch weitere Gruppen, wie eine Gymnastikgruppe seit 1976. Weitere sportliche Betätigung ist im Golfclub „Schloss Mainsondheim“ möglich, der seit der Anlage des Golfplatzes besteht. Seit 1993 existiert außerdem ein Burschenverein im Ort. Viele weitere Vereine, wie die Musikkapelle, der Bauernverband, der Jugendtreff oder der Jugendchor sind nicht mehr existent.

## Persönlichkeiten
- Karl Schlör von Westhofen-Dirmstein (1910–1997), Ingenieur, Schlör lebte nach dem Zweiten Weltkrieg einige Jahre im Schloss Mainsondheim
- Simone Michel-von Dungern (* 1965), Klassische Archäologin und Museumsleiterin